# Panera Bread
Panera Bread Company es una cadena estadounidense de panaderías y cafeterías con presencia fundamentalmente en Estados Unidos y Canadá. Su sede se encuentra en Sunset Hills (Missouri), un suburbio de St. Louis, y opera como Saint Louis Bread Company en el área metropolitana de St. Louis. Los productos que ofrece incluyen sopas, ensaladas, pasta, sándwiches y artículos de panadería y su modelo de negocio incluye la franquicia.

## Historia

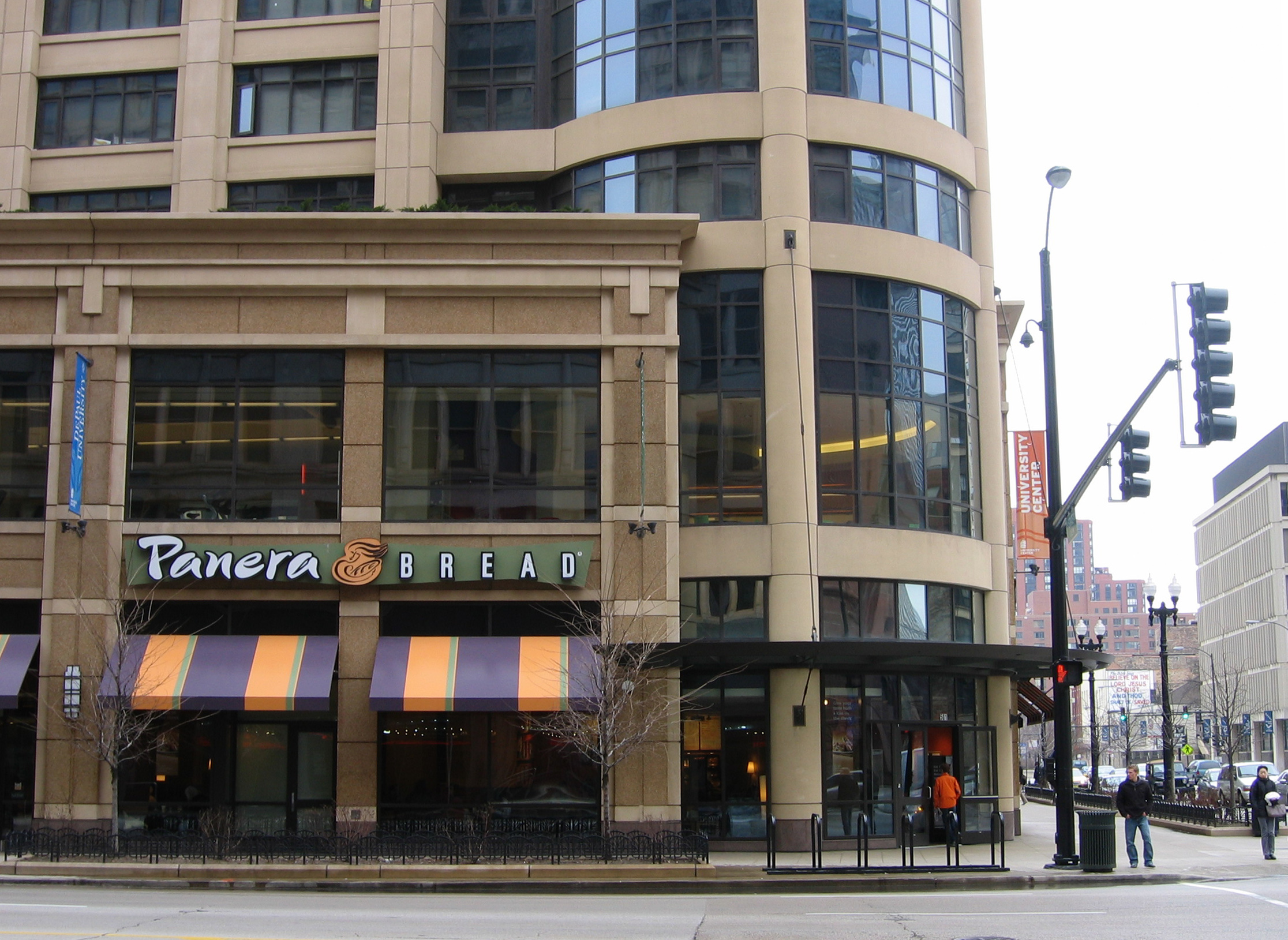
Franquiciado de Panera Bread en Chicago South Loop

St. Louis Bread fue fundada por Ken Rosenthal en 1987, en Kirkwood, Missouri. En 1993, Au Bon Pain Co. compró la St. Louis Bread Company. En 1997, Au Bon Pain Co. cambió el nombre de la compañía a Panera, una palabra que tiene raíces que significa "granero" en latín. Al mismo tiempo, la Compañía de Pan de San Luis estaba renovando sus 20 panaderías-cafés en el área de San Luis. En mayo de 1999, para expandir Panera Bread en un restaurante nacional, Au Bon Pain Co. vendió sus otras cadenas, incluyendo Au Bon Pain, que ahora es propiedad de Compass Group North America. Panera Bread se trasladó a su nueva sede en Richmond Heights, Missouri en el año 2000. La compañía opera con el sistema de franquicias y cuenta con más de 1900 establecimientos Panera Bread en 46 estados y 20 instalaciones que entregan masa fresca a la panadería-cafés todos los días. El CEO de Panera Bread es Ron Shaich. En el área de San Luis donde fue fundada, Panera Bread todavía opera bajo el nombre de St. Louis Bread Company. El área metropolitana de St. Louis tiene sobre 101 localizaciones.
En 2005, Panera ocupó el puesto 37 en la lista de "Hot Growth Companies" de BusinessWeek. Ganaba 38,6 millones de dólares y aumentó un 42,9% sus beneficios. En 2007 Panera Bread adquirió una participación mayoritaria en Paradise Bakery & Café, una compañía similar con sede en Phoenix, con más de 70 ubicaciones en 10 estados (predominantemente en el oeste y el suroeste). La compañía compró el balance de Paradise en junio de 2009. El 25 de enero de 2008, se presentó una demanda colectiva contra Panera Bread alegando que Panera no reveló hechos materiales adversos sobre el bienestar financiero, las relaciones comerciales y las perspectivas de la compañía. Panera resolvió el pleito y acordó pagar $ 5,75 millones a los accionistas sin admitir ningún delito. En 2008 Panera Pan se expandió a Canadá, comenzando con Richmond Hill, Thornhill, Oakville y Mississauga en el área de Toronto. En 2009 y 2012, el servicio de revisión de restaurantes Zagat nombró a Panera uno de los restaurantes más populares para comer en cualquier lugar. Panera también fue calificado No. 1 para la Mejor Opción Saludable, Mejor Ensalada, y Mejores Instalaciones, entre restaurantes con menos de 5.000 localizaciones.
En noviembre de 2010 Panera Bread reubicó su sede en Sunset Hills mientras desocupaba sus oficinas centrales de Richmond Heights y Brentwood. En 2011, los ingresos fueron de US $ 2.700 millones, el resultado operativo fue de US $ 259 millones, el ingreso neto fue de US $ 160 millones,  los activos fueron de US $ 1.500 millones y el patrimonio fue de US $ 497.3 millones. A mediados de 2014, Panera dio a conocer "Panera 2.0", una serie de tecnologías integradas para mejorar la experiencia de los huéspedes.
En 2015, los ingresos anuales fueron de 2.681.580 dólares, frente a los 2.529.195 dólares del año anterior. El ingreso neto llegó a $ 149.325, por debajo de $ 179.293 el año anterior. El total de activos equivalía a $ 1,475,318. [2] En abril de 2017, Panera anunció que estaba siendo adquirida por la compañía con sede en Luxemburgo JAB Holding Company por 315 dólares por acción, o más de 7 mil millones de dólares. En la primera semana de abril de 2017, el acuerdo se hizo oficial.
En 2015, había 1.972 puntos y tiendas de Panera, encima de 1.880 el año anterior. 901 de esas tiendas eran de propiedad de la empresa, mientras que 1.071 eran franquiciados. Panera abrió su 2000a localización en Elyria, Ohio, el 23 de marzo de 2016. En 2006 y 2007, Panera era el abastecedor más grande de Wi-Fi libre en los Estados Unidos. Muchos lugares restringen la duración de la conexión Wi-Fi a 30 o 60 minutos durante las horas punta.
A mediados de 2014, Panera dio a conocer el proyecto "Panera 2.0", una serie de tecnologías integradas para mejorar la experiencia de los huéspedes para todos los consumidores, sin importar cómo elijan usar Panera. Panera 2.0 reúne las nuevas capacidades para la ordenación digital, pagos, operaciones y, en última instancia, el consumo para crear una experiencia mejorada de los huéspedes para "ir" y "comer en" los clientes. Una característica notable de Panera 2.0 incluye los quioscos de tableta interactiva, que la compañía llama Fast Lane, donde los clientes pueden hacer un pedido y pagar sin acercarse al mostrador. Los quioscos consisten en iPads. Además de los kioscos, los clientes también pueden realizar pedidos y pagar a través de una aplicación en su propio teléfono inteligente o tableta.

## Nutrición
En un estudio de la revista Health en 2008, Panera Bread fue considerado el restaurante más rápido y saludable de Norteamérica. En junio de 2014, Panera dio a conocer su Política Alimentaria oficial, en la que se detallan los compromisos de limpieza de los ingredientes, la transparencia y un impacto positivo en el sistema alimentario. Esta política describe los valores de la empresa y establece un curso para la mejora continua. Panera también se comprometió a eliminar los aditivos artificiales (colores, sabores, edulcorantes y conservantes) en su "No No List" de los alimentos en sus cafeterías de panadería de EE. UU. a finales de 2016. En enero de 2017, anunció su menú de alimentos de EE. UU. estaba libre de colores artificiales, sabores, edulcorantes y conservantes. En agosto de 2016, Panera Bread publicado niños promesa, comprometiéndose a las opciones reales, limpias para los niños.

## Menús
Panera se estiliza como una pacífica "Bakery-Cafe" y ofrece una amplia gama de pasteles y productos horneados, como cruasanes, bagels, galletas, bollos, muffins y brownies. Éstos, junto con los panes artesanales de Panera, se cuecen típicamente antes del amanecer por un panadero del personal. Algunos lugares también participan en un programa que dona sus productos horneados no vendidos a organizaciones benéficas locales después de las horas de cierre. Aparte de la sección de panadería, Panera dispone de un menú regular para cenar o para llevar. Aside from the bakery section, Panera has a regular menu for dine-in or takeout that is broken down into the following categories:

## Responsabilidad social
En 2009, la fundación sin ánimo de lucro de la compañía creó Panera Cares, un restaurante sin fines de lucro "Paga lo que puedas" en su mercado local de St. Louis. El CEO Ron Shaich basó la idea en un perfil del NBC del SAME Cafe en Denver, Colorado. Desde entonces ha ampliado el concepto a Dearborn, Míchigan; Portland, Oregon; Chicago; Y Boston. Cada sitio sirve aproximadamente 3.500 personas cada semana. Panera Care en Chicago cerró a finales de enero de 2015. La Panera se preocupa en Portland, Oregón cerró a finales de junio de 2016, dejando sólo tres lugares.  El 5 de noviembre de 2015, Panera anunció que utilizará huevos sin jaulas en todas sus tiendas para 2020. En el momento del anuncio, la compañía dijo que era un 21 por ciento libre de jaulas en los aproximadamente 70 millones de huevos que utilizó en 2015. En diciembre de 2016, publicó su tercer informe de progreso sobre el bienestar de los animales, anunciando nuevos esfuerzos para mejorar el bienestar de las gallinas de pollo.

## Polémicas
En 2003, Panera Bread fue demandada por un exempleado que afirmó que fue despedido por negarse a llevar a cabo las políticas discriminatorias establecidas por sus superiores. En 2009 y 2011 se presentaron demandas colectivas por parte de extrabajadores alegando que la empresa violó el Código Laboral de California, no pagó horas extraordinarias, no proporcionó comidas y descansos, no pagó a los empleados al terminar y violó la Ley de Competencia Desleal de California. Panera reservó $ 5 millones para el pago de reclamaciones y negó cualquier acto ilícito.
En 2011, un exempleado presentó una demanda de discriminación racial alegando que fue despedido después de haber repetidamente un hombre negro de trabajo la caja registradora en lugar de ponerlo en un lugar menos visible y tener "niñas muy jóvenes" supervisores. El demandante también dijo que fue despedido después de solicitar otro mes de baja después de regresar de tres meses de licencia médica. Panera dijo que "no discrimina basado en el origen nacional, la raza o el sexo", y que el demandante "fue terminado porque había usado toda su licencia médica y no pudo volver a trabajar". El demandante trabajó en una tienda franquiciada por Sam Covelli, que también posee las tiendas que fueron implicadas en el pleito de la discriminación racial de 2003. Covelli Enterprises es el mayor franquiciado de Panera Bread, con cerca de 200 tiendas en el noreste de Ohio, Pennsylvania Occidental, Virginia Occidental y Florida.

## Wifi e Internet
Desde 2006, Panera fue una de las primeras empresas de restauración que comprendió la necesidad de ofrecer wifi a sus clientes. Esta contraprestación se ofrece en tiempo relativo, de 30 o 60 minutos de duración, normalmente.